# Kálium-hidroxid
A kálium-hidroxid vagy marókáli egy szervetlen vegyület, amelynek képlete KOH. Színtelen kristályokat alkot, erősen higroszkópos. Erős bázis. Vizes oldatát a kereskedelemben, háztartási tisztítószerként, hideg zsíroldó néven forgalmazzák.

## Jellemzői
A kálium-hidroxid szobahőmérsékleten szilárd halmazállapotú, erősen nedvszívó (higroszkópos) kristályos anyag. Levegőn gyorsan elfolyósodik, és a levegő szén-dioxid-tartalmával reagálva kálium-karbonáttá alakul. Vízben és alkoholban jól oldódó, a nátrium-hidroxidnál erősebb bázis, vizes oldata a kálilúg. Vizes oldatban teljesen disszociál, oldata erősen maró, lúgos kémhatású. Olvadt állapotban a szilikátokat, így az üveget is feloldja.
{\displaystyle \mathrm {2\ KOH+CO_{2}\Rightarrow K_{2}CO_{3}+H_{2}O} \,\!}
Kálium-hidroxid és szén-dioxid reakciója kálium-karbonát és víz keletkezése közben.

## Előfordulása, előállítása
Előállítható kálium-klorid oldat elektrolízisével vagy kálium-karbonát és kalcium-hidroxid reakciója révén. Vizes oldatban végezve az utóbbi kísérletet a vízben oldhatatlan kalcium-karbonát kicsapódik, és kiszűrhető az oldatból.  
{\displaystyle \mathrm {K_{2}CO_{3}+Ca(OH)_{2}\Rightarrow 2\ KOH+CaCO_{3}} \,\!}
Kálium-karbonát és kalcium-hidroxid reakciója kálium-hidroxid és kalcium-karbonát keletkezése közben.

## Felhasználása
Felhasználják a laboratóriumokban vegyszerként, lúgos akkumulátorokban elektrolitként, valamint káliszappan és más káliumvegyületek előállítására.
- A VIII. Magyar Gyógyszerkönyvben  Kalii hydroxidum     néven hivatalos.
- Az élelmiszeriparban széles körben alkalmazzák, például a gyümölcsök héjának kémiai úton történő eltávolítására, csokoládé és kakaó készítése során, karamellel történő színezésnél, olajbogyó tartósításánál, valamint egyes pékárukban is előfordulhat, valamint az annatto (E160b) használata estén is. Élelmiszer-adalékanyagként, E525 néven alkalmazzák. Napi maximum beviteli mennyisége nincs meghatározva, valamint élelmiszerek esetén nincs ismert mellékhatása, mert rendkívül erős lúgossága miatt csak nagyon kis mennyiségben alkalmazható.[3]
- Az olcsóbb háztartási hipó mellett ez a legfontosabb konyhai tisztítószer. Főleg a konyhai sütők zsírmentesítésére, a megszenesedett ételmaradványok eltávolítására szokták használni.

## Élettani tulajdonságok
Az anyag maró hatású a bőrre, a szemre és lenyelve.
Maradandó égési sérüléseket okoz!

## Óvintézkedések
Nagyon fontos a megfelelő védőeszköz. Gumikesztyű, védőszemüveg vagy arcvédő légzésvédelemmel kombinálva. A levegő nedvességtartalmával érintkezve elpattanhatnak a kristályok, így akár a szembe is kerülhetnek.